# Wereldkampioenschap voetbal onder 17 - 2015
Het FIFA Wereldkampioenschap voetbal onder 17 - 2015 was de zestiende editie voor spelers tot 17 jaar. Het toernooi werd gespeeld van 17 oktober tot en met 8 november 2015 in Chili.

## Stadions
Op 17 januari 2011 hebben vier landen zich kandidaat gesteld:
- Chili
- Rusland
- Tunesië
- Wales

De FIFA maakte op 3 maart 2011 bekend dat Chili het toernooi mag organiseren.
| Santiago                                              | · Santiago Viña del Mar Coquimbo La Serena Talca Concepción Puerto Montt |  |
| Estadio Nacional Capaciteit: 47.000                   | · Santiago Viña del Mar Coquimbo La Serena Talca Concepción Puerto Montt |  |
| Viña del Mar                                          | · Santiago Viña del Mar Coquimbo La Serena Talca Concepción Puerto Montt |  |
| Estadio Sausalito Capaciteit: 18.037                  | · Santiago Viña del Mar Coquimbo La Serena Talca Concepción Puerto Montt |  |
| Coquimbo                                              | · Santiago Viña del Mar Coquimbo La Serena Talca Concepción Puerto Montt |  |
| Estadio Francisco Sánchez Rumoroso Capaciteit: 18.750 | · Santiago Viña del Mar Coquimbo La Serena Talca Concepción Puerto Montt |  |
| La Serena                                             | · Santiago Viña del Mar Coquimbo La Serena Talca Concepción Puerto Montt |  |
| Estadio La Portada Capaciteit: 14.414                 | · Santiago Viña del Mar Coquimbo La Serena Talca Concepción Puerto Montt |  |
| Talca                                                 | · Santiago Viña del Mar Coquimbo La Serena Talca Concepción Puerto Montt |  |
| Estadio Fiscal de Talca Capaciteit: 17.020            | · Santiago Viña del Mar Coquimbo La Serena Talca Concepción Puerto Montt |  |
| Concepción                                            | · Santiago Viña del Mar Coquimbo La Serena Talca Concepción Puerto Montt |  |
| Estadio Municipal de Concepción Capaciteit: 35.000    | · Santiago Viña del Mar Coquimbo La Serena Talca Concepción Puerto Montt |  |
| Puerto Montt                                          | · Santiago Viña del Mar Coquimbo La Serena Talca Concepción Puerto Montt |  |
| Estadio Regional de Chinquihue Capaciteit: 10.000     | · Santiago Viña del Mar Coquimbo La Serena Talca Concepción Puerto Montt |  |

## Gekwalificeerde landen
| Confederatie                                   | Kwalificatietoernooi                                                                          | Gekwalificeerde landen                              |
| ---------------------------------------------- | --------------------------------------------------------------------------------------------- | --------------------------------------------------- |
| AFC (Azië)                                     | Aziatisch kampioenschap voetbal onder 16 - 2014 Thailand, 6–20 september 2014                 | Australië Noord-Korea Zuid-Korea                    |
| CAF (Afrika)                                   | Afrikaans kampioenschap voetbal onder 17 - 2015 Nigeria, 15 februari – 1 maart 2015           | Guinee Mali Nigeria Zuid-Afrika                     |
| CONCACAF (Noord, Centraal-Amerika & Caribbean) | CONCACAF-kampioenschap voetbal onder 17 - 2013 Honduras, 27 februari – 15 maart 2015          | Mexico Honduras Verenigde Staten Costa Rica         |
| CONMEBOL (Zuid-Amerika)                        | Zuid-Amerikaans kampioenschap voetbal onder 17 - 2015 Paraguay, 4–29 maart 2015               | Brazilië Argentinië Ecuador Paraguay                |
| OFC (Oceanië)                                  | Oceanisch kampioenschap voetbal onder 17 - 2015 Amerikaans-Samoa en Samoa, 13–26 januari 2015 | Nieuw-Zeeland                                       |
| UEFA (Europa)                                  | Europees kampioenschap voetbal mannen onder 17 - 2015 Bulgarije, 6–22 mei 2015                | België Kroatië Engeland Frankrijk Rusland Duitsland |
| Gastland                                       | Gastland                                                                                      | Chili                                               |

## Eindronde

### Loting
De loting vond plaats op 6 augustus 2015 in Santiago.

#### Potindeling
De 24 landen werden in vier potten ingedeeld.
| Pot 1                                                | Pot 2                                                           | Pot 3                                                  | Pot 4                                               |
| ---------------------------------------------------- | --------------------------------------------------------------- | ------------------------------------------------------ | --------------------------------------------------- |
| Chili Brazilië Noord-Korea Mali Mexico Nieuw-Zeeland | Costa Rica Honduras Verenigde Staten Australië Zuid-Korea Syrië | Guinee Nigeria Zuid-Afrika Argentinië Ecuador Paraguay | België Duitsland Engeland Frankrijk Kroatië Rusland |

## Groepsfase

### Groep A
| Pos | Land             | Wed | Win | Gel | Ver | DV | DT | +/− | Pnt |
| --- | ---------------- | --- | --- | --- | --- | -- | -- | --- | --- |
| 1   | Nigeria          | 3   | 2   | 0   | 1   | 8  | 3  | +5  | 6   |
| 2   | Kroatië          | 3   | 1   | 2   | 0   | 5  | 4  | +1  | 5   |
| 3   | Chili            | 3   | 1   | 1   | 1   | 6  | 7  | −1  | 4   |
| 4   | Verenigde Staten | 3   | 0   | 1   | 2   | 3  | 8  | −5  | 1   |

|                             |                      |       |                  |                                                                               |
| 17 oktober 2015 17:00 UTC−3 | Nigeria              | 2 – 0 | Verenigde Staten | Estadio Nacional, Santiago Toeschouwers: 20.637 Scheidsrechter: Deniz Aytekin |
| 17 oktober 2015 17:00 UTC−3 | Agor 50' Osimhen 61' |       |                  | Estadio Nacional, Santiago Toeschouwers: 20.637 Scheidsrechter: Deniz Aytekin |

|                             |              |       |         |                                                                                       |
| 17 oktober 2015 20:00 UTC−3 | Chili        | 1 – 1 | Kroatië | Estadio Nacional, Santiago Toeschouwers: 20.637 Scheidsrechter: Abdulrahman Al-Jassim |
| 17 oktober 2015 20:00 UTC−3 | Y. Leiva 33' |       | 8' Moro | Estadio Nacional, Santiago Toeschouwers: 20.637 Scheidsrechter: Abdulrahman Al-Jassim |

|                             |                         |       |                        |                                                                                      |
| 20 oktober 2015 17:00 UTC−3 | Verenigde Staten        | 2 – 2 | Kroatië                | Estadio Sausalito, Viña del Mar Toeschouwers: 21.893 Scheidsrechter: Enrique Cáceres |
| 20 oktober 2015 17:00 UTC−3 | Pulisic 20' Vazquez 40' |       | 65' Majić 77' Ivanušec | Estadio Sausalito, Viña del Mar Toeschouwers: 21.893 Scheidsrechter: Enrique Cáceres |

|                             |             |       |                                                              |                                                                                   |
| 20 oktober 2015 20:00 UTC−3 | Chili       | 1 – 5 | Nigeria                                                      | Estadio Sausalito, Viña del Mar Toeschouwers: 21.893 Scheidsrechter: Ruddy Buquet |
| 20 oktober 2015 20:00 UTC−3 | Allende 81' |       | 1', 61' Chukwueze 17' (pen.) Nwakali 66' (pen.), 86' Osimhen | Estadio Sausalito, Viña del Mar Toeschouwers: 21.893 Scheidsrechter: Ruddy Buquet |

|                             |                  |       |                                             |                                                                                |
| 23 oktober 2015 20:00 UTC−3 | Verenigde Staten | 1 – 4 | Chili                                       | Estadio Sausalito, Viña del Mar Toeschouwers: 19.321 Scheidsrechter: Matej Jug |
| 23 oktober 2015 20:00 UTC−3 | Vazquez 10'      |       | 20' Allende 52' Mazuela 86' Jara 90+3' Moya | Estadio Sausalito, Viña del Mar Toeschouwers: 19.321 Scheidsrechter: Matej Jug |

|                             |                       |       |             | |
| 23 oktober 2015 20:00 UTC−3 | Kroatië               | 2 – 1 | Nigeria     | Estadio Municipal Francisco Sánchez Rumoroso, Coquimbo Toeschouwers: 5.606 Scheidsrechter: Wilson Lamouroux |
| 23 oktober 2015 20:00 UTC−3 | Brekalo 50' Majić 54' |       | 20' Osimhen | Estadio Municipal Francisco Sánchez Rumoroso, Coquimbo Toeschouwers: 5.606 Scheidsrechter: Wilson Lamouroux |

### Groep B
| Pos | Land       | Wed | Win | Gel | Ver | DV | DT | +/− | Pnt |
| --- | ---------- | --- | --- | --- | --- | -- | -- | --- | --- |
| 1   | Zuid-Korea | 3   | 2   | 1   | 0   | 2  | 0  | +2  | 7   |
| 2   | Brazilië   | 3   | 2   | 0   | 1   | 4  | 2  | +2  | 6   |
| 3   | Engeland   | 3   | 0   | 2   | 1   | 1  | 2  | −1  | 2   |
| 4   | Guinee     | 3   | 0   | 1   | 2   | 2  | 5  | −3  | 1   |

|                             |           |       |                 | |
| 17 oktober 2015 16:00 UTC−3 | Engeland  | 1 – 1 | Guinee          | Estadio Municipal Francisco Sánchez Rumoroso, Coquimbo Toeschouwers: 5.333 Scheidsrechter: Roberto Tobar |
| 17 oktober 2015 16:00 UTC−3 | Hinds 61' |       | 76' N. Bangoura | Estadio Municipal Francisco Sánchez Rumoroso, Coquimbo Toeschouwers: 5.333 Scheidsrechter: Roberto Tobar |

|                             |          |          |            | |
| 17 oktober 2015 19:00 UTC−3 | Brazilië | 0 – 1    | Zuid-Korea | Estadio Municipal Francisco Sánchez Rumoroso, Coquimbo Toeschouwers: 5.333 Scheidsrechter: Ricardo Montero |
| 17 oktober 2015 19:00 UTC−3 |          | 79' Jang |            | Estadio Municipal Francisco Sánchez Rumoroso, Coquimbo Toeschouwers: 5.333 Scheidsrechter: Ricardo Montero |

|                             |          |                |          |                                                                                          |
| 20 oktober 2015 17:00 UTC−3 | Engeland | 0 – 1          | Brazilië | Estadio La Portada, La Serena Toeschouwers: 8.225 Scheidsrechter: Abdulla Hassan Mohamed |
| 20 oktober 2015 17:00 UTC−3 |          | 67' Leandrinho |          | Estadio La Portada, La Serena Toeschouwers: 8.225 Scheidsrechter: Abdulla Hassan Mohamed |

|                             |            |       |        |                                                                                    |
| 20 oktober 2015 20:00 UTC−3 | Zuid-Korea | 1 – 0 | Guinee | Estadio La Portada, La Serena Toeschouwers: 8.225 Scheidsrechter: Héctor Rodríguez |
| 20 oktober 2015 20:00 UTC−3 | Oh 90+2'   |       |        | Estadio La Portada, La Serena Toeschouwers: 8.225 Scheidsrechter: Héctor Rodríguez |

|                             |           |       |                                           |                                                                                    |
| 23 oktober 2015 17:00 UTC−3 | Guinee    | 1 – 3 | Brazilië                                  | Estadio Sausalito, Viña del Mar Toeschouwers: 19.321 Scheidsrechter: Deniz Aytekin |
| 23 oktober 2015 17:00 UTC−3 | Sylla 83' |       | 15' (pen.) Lincoln 33' Leandro 67' Arthur | Estadio Sausalito, Viña del Mar Toeschouwers: 19.321 Scheidsrechter: Deniz Aytekin |

|                             |            |       |          | |
| 23 oktober 2015 17:00 UTC−3 | Zuid-Korea | 0 – 0 | Engeland | Estadio Municipal Francisco Sánchez Rumoroso, Coquimbo Toeschouwers: 5.606 Scheidsrechter: Valdin Lagister |
| 23 oktober 2015 17:00 UTC−3 |            |       |          | Estadio Municipal Francisco Sánchez Rumoroso, Coquimbo Toeschouwers: 5.606 Scheidsrechter: Valdin Lagister |

### Groep C
| Pos | Land       | Wed | Win | Gel | Ver | DV | DT | +/− | Pnt |
| --- | ---------- | --- | --- | --- | --- | -- | -- | --- | --- |
| 1   | Mexico     | 3   | 2   | 1   | 0   | 4  | 1  | +3  | 7   |
| 2   | Duitsland  | 3   | 2   | 0   | 1   | 9  | 3  | +6  | 6   |
| 3   | Australië  | 3   | 1   | 1   | 1   | 3  | 5  | −2  | 4   |
| 4   | Argentinië | 3   | 0   | 0   | 3   | 1  | 8  | −7  | 0   |

|                             |            |       |                                            | |
| 18 oktober 2015 16:00 UTC−3 | Australië  | 1 – 4 | Duitsland                                  | Estadio Municipal Nelson Oyarzún Arenas, Chillán Toeschouwers: 7.366 Scheidsrechter: Mehdi Abid Charef |
| 18 oktober 2015 16:00 UTC−3 | Waring 54' |       | 14' Passlack 25', 39' Eggestein 65' Janelt | Estadio Municipal Nelson Oyarzún Arenas, Chillán Toeschouwers: 7.366 Scheidsrechter: Mehdi Abid Charef |

|                             |                        |       |            | |
| 18 oktober 2015 19:00 UTC−3 | Mexico                 | 2 – 0 | Argentinië | Estadio Municipal Nelson Oyarzún Arenas, Chillán Toeschouwers: 7.366 Scheidsrechter: Danny Makkelie |
| 18 oktober 2015 19:00 UTC−3 | Magaña 10' Venegas 77' |       |            | Estadio Municipal Nelson Oyarzún Arenas, Chillán Toeschouwers: 7.366 Scheidsrechter: Danny Makkelie |

|                             |           |       |        | |
| 21 oktober 2015 17:00 UTC−3 | Australië | 0 – 0 | Mexico | Estadio Municipal Nelson Oyarzún Arenas, Chillán Toeschouwers: 8.469 Scheidsrechter: Janny Sikazwe |
| 21 oktober 2015 17:00 UTC−3 |           |       |        | Estadio Municipal Nelson Oyarzún Arenas, Chillán Toeschouwers: 8.469 Scheidsrechter: Janny Sikazwe |

|                             |            |                                                           |           | |
| 21 oktober 2015 20:00 UTC−3 | Argentinië | 0 – 4                                                     | Duitsland | Estadio Municipal Nelson Oyarzún Arenas, Chillán Toeschouwers: 8.469 Scheidsrechter: Ricardo Montero |
| 21 oktober 2015 20:00 UTC−3 |            | 5' Janelt 32' Eggestein 45+2' (pen.) Passlack 67' Schmidt |           | Estadio Municipal Nelson Oyarzún Arenas, Chillán Toeschouwers: 8.469 Scheidsrechter: Ricardo Montero |

|                             |                     |       |                  |                                                                                                   |
| 24 oktober 2015 19:00 UTC−3 | Argentinië          | 1 – 2 | Australië        | Estadio Municipal Nelson Oyarzún Arenas, Chillán Toeschouwers: 4.409 Scheidsrechter: Ruddy Buquet |
| 24 oktober 2015 19:00 UTC−3 | Conechny 67' (pen.) |       | 25', 52' Panetta | Estadio Municipal Nelson Oyarzún Arenas, Chillán Toeschouwers: 4.409 Scheidsrechter: Ruddy Buquet |

|                             |               |       |                       |                                                                                    |
| 24 oktober 2015 19:00 UTC−3 | Duitsland     | 1 – 2 | Mexico                | Estadio Fiscal de Talca, Talca Toeschouwers: 6.229 Scheidsrechter: Enrique Cáceres |
| 24 oktober 2015 19:00 UTC−3 | Eggestein 68' |       | 59' López 65' Venegas | Estadio Fiscal de Talca, Talca Toeschouwers: 6.229 Scheidsrechter: Enrique Cáceres |

### Groep D
| Pos | Land     | Wed | Win | Gel | Ver | DV | DT | +/− | Pnt |
| --- | -------- | --- | --- | --- | --- | -- | -- | --- | --- |
| 1   | Mali     | 3   | 2   | 1   | 0   | 5  | 1  | +4  | 7   |
| 2   | Ecuador  | 3   | 2   | 0   | 1   | 6  | 3  | +3  | 6   |
| 3   | België   | 3   | 1   | 1   | 1   | 2  | 3  | −1  | 4   |
| 4   | Honduras | 3   | 0   | 0   | 3   | 2  | 8  | −6  | 0   |

|                             |      |       |        |                                                                                 |
| 18 oktober 2015 16:00 UTC−3 | Mali | 0 – 0 | België | Estadio Fiscal de Talca, Talca Toeschouwers: 3.509 Scheidsrechter: Nick Waldron |
| 18 oktober 2015 16:00 UTC−3 |      |       |        | Estadio Fiscal de Talca, Talca Toeschouwers: 3.509 Scheidsrechter: Nick Waldron |

|                             |           |       |                                             |                                                                                   |
| 18 oktober 2015 19:00 UTC−3 | Honduras  | 1 – 3 | Ecuador                                     | Estadio Fiscal de Talca, Talca Toeschouwers: 3.509 Scheidsrechter: Michael Oliver |
| 18 oktober 2015 19:00 UTC−3 | Grant 83' |       | 7' Guerrero 19' (pen.) Estupiñan 76' Cortez | Estadio Fiscal de Talca, Talca Toeschouwers: 3.509 Scheidsrechter: Michael Oliver |

|                             |                      |       |           |                                                                               |
| 21 oktober 2015 17:00 UTC−3 | België               | 2 – 1 | Honduras  | Estadio Fiscal de Talca, Talca Toeschouwers: 4.721 Scheidsrechter: Diego Haro |
| 21 oktober 2015 17:00 UTC−3 | Vancamp 21' Rigo 78' |       | 49' Leiva | Estadio Fiscal de Talca, Talca Toeschouwers: 4.721 Scheidsrechter: Diego Haro |

|                             |                      |       |                        |                                                                                         |
| 21 oktober 2015 20:00 UTC−3 | Ecuador              | 1 – 2 | Mali                   | Estadio Fiscal de Talca, Talca Toeschouwers: 4.721 Scheidsrechter: Martin Strömbergsson |
| 21 oktober 2015 20:00 UTC−3 | Estupiñan 70' (pen.) |       | 9' B. Traoré 61' Malle | Estadio Fiscal de Talca, Talca Toeschouwers: 4.721 Scheidsrechter: Martin Strömbergsson |

|                             |                                   |       |          |                                                                                                   |
| 24 oktober 2015 16:00 UTC−3 | Mali                              | 3 – 0 | Honduras | Estadio Municipal Nelson Oyarzún Arenas, Chillán Toeschouwers: 4.409 Scheidsrechter: Nick Waldron |
| 24 oktober 2015 16:00 UTC−3 | A. Haidara 7' Danté 34' Malle 56' |       |          | Estadio Municipal Nelson Oyarzún Arenas, Chillán Toeschouwers: 4.409 Scheidsrechter: Nick Waldron |

|                             |                         |       |        |                                                                                          |
| 24 oktober 2015 16:00 UTC−3 | Ecuador                 | 2 – 0 | België | Estadio Fiscal de Talca, Talca Toeschouwers: 6.229 Scheidsrechter: Abdulrahman Al-Jassim |
| 24 oktober 2015 16:00 UTC−3 | Corozo 40' Guerrero 73' |       |        | Estadio Fiscal de Talca, Talca Toeschouwers: 6.229 Scheidsrechter: Abdulrahman Al-Jassim |

### Groep E
| Pos | Land        | Wed | Win | Gel | Ver | DV | DT | +/− | Pnt |
| --- | ----------- | --- | --- | --- | --- | -- | -- | --- | --- |
| 1   | Rusland     | 3   | 2   | 1   | 0   | 5  | 1  | +4  | 7   |
| 2   | Costa Rica  | 3   | 1   | 1   | 1   | 4  | 4  | 0   | 4   |
| 3   | Noord-Korea | 3   | 1   | 1   | 1   | 3  | 4  | −1  | 4   |
| 4   | Zuid-Afrika | 3   | 0   | 1   | 2   | 2  | 5  | −3  | 1   |

|                             |             |       |                           | |
| 19 oktober 2015 17:00 UTC−3 | Zuid-Afrika | 1 – 2 | Costa Rica                | Estadio Municipal de Concepción, Concepción Toeschouwers: 7.572 Scheidsrechter: Mohd Amirul Izwan Yaacob |
| 19 oktober 2015 17:00 UTC−3 | Mayo 90'    |       | 7' Masis 63' (pen.) Reyes | Estadio Municipal de Concepción, Concepción Toeschouwers: 7.572 Scheidsrechter: Mohd Amirul Izwan Yaacob |

|                             |             |                       |         |                                                                                                  |
| 19 oktober 2015 20:00 UTC−3 | Noord-Korea | 0 – 2                 | Rusland | Estadio Municipal de Concepción, Concepción Toeschouwers: 7.572 Scheidsrechter: Wilson Lamouroux |
| 19 oktober 2015 20:00 UTC−3 |             | 3' Galanin 52' Sjalov |         | Estadio Municipal de Concepción, Concepción Toeschouwers: 7.572 Scheidsrechter: Wilson Lamouroux |

|                             |                     |       |                   |                                                                                                  |
| 22 oktober 2015 17:00 UTC−3 | Zuid-Afrika         | 1 – 1 | Noord-Korea       | Estadio Municipal de Concepción, Concepción Toeschouwers: 9.322 Scheidsrechter: Jevhen Aranovsky |
| 22 oktober 2015 17:00 UTC−3 | Mukumela 10' (pen.) |       | 17' (pen.) Kim W. | Estadio Municipal de Concepción, Concepción Toeschouwers: 9.322 Scheidsrechter: Jevhen Aranovsky |

|                             |            |       |             |                                                                                               |
| 22 oktober 2015 20:00 UTC−3 | Rusland    | 1 – 1 | Costa Rica  | Estadio Municipal de Concepción, Concepción Toeschouwers: 9.322 Scheidsrechter: Roberto Tobar |
| 22 oktober 2015 20:00 UTC−3 | Sjalov 82' |       | 71' Ramírez | Estadio Municipal de Concepción, Concepción Toeschouwers: 9.322 Scheidsrechter: Roberto Tobar |

|                             |                           |       |             |                                                                                             |
| 25 oktober 2015 19:00 UTC−3 | Rusland                   | 2 – 0 | Zuid-Afrika | Estadio Municipal de Concepción, Concepción Toeschouwers: 13.759 Scheidsrechter: Diego Haro |
| 25 oktober 2015 19:00 UTC−3 | Makhatadze 5' (pen.), 89' |       |             | Estadio Municipal de Concepción, Concepción Toeschouwers: 13.759 Scheidsrechter: Diego Haro |

|                             |            |       |                    |                                                                                                 |
| 25 oktober 2015 19:00 UTC−3 | Costa Rica | 1 – 2 | Noord-Korea        | Estadio Regional de Chinquihue, Puerto Montt Toeschouwers: 6.571 Scheidsrechter: Danny Makkelie |
| 25 oktober 2015 19:00 UTC−3 | Mesén 84'  |       | 14' Pak 90+3' Jong | Estadio Regional de Chinquihue, Puerto Montt Toeschouwers: 6.571 Scheidsrechter: Danny Makkelie |

### Groep F
| Pos | Land          | Wed | Win | Gel | Ver | DV | DT | +/− | Pnt |
| --- | ------------- | --- | --- | --- | --- | -- | -- | --- | --- |
| 1   | Frankrijk     | 3   | 3   | 0   | 0   | 14 | 4  | +10 | 9   |
| 2   | Nieuw-Zeeland | 3   | 1   | 1   | 1   | 3  | 7  | −4  | 4   |
| 3   | Paraguay      | 3   | 1   | 0   | 2   | 8  | 7  | +1  | 3   |
| 4   | Syrië         | 3   | 0   | 1   | 2   | 1  | 8  | −7  | 1   |

|                             |               |       |                                                                                     |                                                                                                  |
| 19 oktober 2015 17:00 UTC−3 | Nieuw-Zeeland | 1 – 6 | Frankrijk                                                                           | Estadio Regional de Chinquihue, Puerto Montt Toeschouwers: 8.134 Scheidsrechter: Valdin Legister |
| 19 oktober 2015 17:00 UTC−3 | McGarry 76'   |       | 15' (e.d.) McGarry 32' Boutobba 34' Maouassa 42' Doucoure 45' Georgen 90+2' Edouard | Estadio Regional de Chinquihue, Puerto Montt Toeschouwers: 8.134 Scheidsrechter: Valdin Legister |

|                             |            |       |                                                |                                                                                            |
| 19 oktober 2015 20:00 UTC−3 | Syrië      | 1 – 4 | Paraguay                                       | Estadio Regional de Chinquihue, Puerto Montt Toeschouwers: 8.134 Scheidsrechter: Matej Jug |
| 19 oktober 2015 20:00 UTC−3 | Al-Aji 62' |       | 30' Morel 34' Villalba 65' Colmán 90' Ferreira | Estadio Regional de Chinquihue, Puerto Montt Toeschouwers: 8.134 Scheidsrechter: Matej Jug |

|                             |               |       |       |                                                                                                  |
| 22 oktober 2015 17:00 UTC−3 | Nieuw-Zeeland | 0 – 0 | Syrië | Estadio Regional de Chinquihue, Puerto Montt Toeschouwers: 8.955 Scheidsrechter: Malang Diedhiou |
| 22 oktober 2015 17:00 UTC−3 |               |       |       | Estadio Regional de Chinquihue, Puerto Montt Toeschouwers: 8.955 Scheidsrechter: Malang Diedhiou |

|                             |                                            |       |                                          | |
| 22 oktober 2015 20:00 UTC−3 | Paraguay                                   | 3 – 4 | Frankrijk                                | Estadio Regional de Chinquihue, Puerto Montt Toeschouwers: 8.955 Scheidsrechter: Mehdi Abid Charef |
| 22 oktober 2015 20:00 UTC−3 | Aranda 45' (pen.) Villalba 57' Paredes 62' |       | 3' Boutobba 22', 71' Ikone 59' Upamecano | Estadio Regional de Chinquihue, Puerto Montt Toeschouwers: 8.955 Scheidsrechter: Mehdi Abid Charef |

|                             |                                                 |       |       |                                                                                                |
| 25 oktober 2015 16:00 UTC−3 | Frankrijk                                       | 4 – 0 | Syrië | Estadio Municipal de Concepción, Concepción Toeschouwers: 13.759 Scheidsrechter: Janny Sikazwe |
| 25 oktober 2015 16:00 UTC−3 | Janvier 22', 46' Edouard 32' Claude Maurice 66' |       |       | Estadio Municipal de Concepción, Concepción Toeschouwers: 13.759 Scheidsrechter: Janny Sikazwe |

|                             |             |       |                          |                                                                                                   |
| 25 oktober 2015 16:00 UTC−3 | Paraguay    | 1 – 2 | Nieuw-Zeeland            | Estadio Regional de Chinquihue, Puerto Montt Toeschouwers: 6.571 Scheidsrechter: Jevhen Aranovsky |
| 25 oktober 2015 16:00 UTC−3 | Ñamandú 43' |       | 11' Ashworth 90+1' Imrie | Estadio Regional de Chinquihue, Puerto Montt Toeschouwers: 6.571 Scheidsrechter: Jevhen Aranovsky |

## Knock-outfase
|  | Achtste finale               | Achtste finale               |                              |      | Kwartfinale  | Kwartfinale  |                              |                              | Halve finale | Halve finale |  |  | Finale | Finale |
|  |                              |                              |                              |      |              |              |                              |                              |              |              |  |  |        |        |
|  | do 29 oktober – Concepción   |                              |                              |      |              |              |                              |                              |              |              |  |  |        |        |
|  |                              |                              |                              |      |              |              |                              |                              |              |              |  |  |        |        |
|  | Kroatië                      | 2                            |                              |      |              |              |                              |                              |              |              |  |  |        |        |
|  | Kroatië                      | 2                            | zo 1 november – Chillán      |      |              |              |                              |                              |              |              |  |  |        |        |
|  | Duitsland                    | 0                            |                              |      |              |              |                              |                              |              |              |  |  |        |        |
|  | Duitsland                    | 0                            | Kroatië                      | 0    |              |              |                              |                              |              |              |  |  |        |        |
|  | do 29 oktober – Talca        |                              | Kroatië                      | 0    |              |              |                              |                              |              |              |  |  |        |        |
|  |                              | Mali                         | 1                            |      |              |              |                              |                              |              |              |  |  |        |        |
|  | Mali                         | Mali                         | 1                            | 3    |              |              |                              |                              |              |              |  |  |        |        |
|  | Mali                         |                              | do 5 november – La Serena    | 3    |              |              |                              |                              |              |              |  |  |        |        |
|  | Noord-Korea                  | 0                            |                              |      |              |              |                              |                              |              |              |  |  |        |        |
|  | Noord-Korea                  | 0                            | Mali                         | 3    |              |              |                              |                              |              |              |  |  |        |        |
|  | wo 28 oktober – La Serena    |                              | Mali                         | 3    |              |              |                              |                              |              |              |  |  |        |        |
|  |                              | België                       | 1                            |      |              |              |                              |                              |              |              |  |  |        |        |
|  | Zuid-Korea                   | België                       | 1                            | 0    |              |              |                              |                              |              |              |  |  |        |        |
|  | Zuid-Korea                   | ma 2 november – Concepción   |                              | 0    |              |              |                              |                              |              |              |  |  |        |        |
|  | België                       | 2                            |                              |      |              |              |                              |                              |              |              |  |  |        |        |
|  | België                       | 2                            | België                       | 1    |              |              |                              |                              |              |              |  |  |        |        |
|  | do 29 oktober – Puerto Montt |                              | België                       | 1    |              |              |                              |                              |              |              |  |  |        |        |
|  |                              | Costa Rica                   | 0                            |      |              |              |                              |                              |              |              |  |  |        |        |
|  | Frankrijk                    | Costa Rica                   | 0                            | 0(3) |              |              |                              |                              |              |              |  |  |        |        |
|  | Frankrijk                    |                              | zo 8 november – Viña del Mar | 0(3) |              |              |                              |                              |              |              |  |  |        |        |
|  | Costa Rica                   | 0(5)                         |                              |      |              |              |                              |                              |              |              |  |  |        |        |
|  | Costa Rica                   | 0(5)                         | Mali                         | 0    |              |              |                              |                              |              |              |  |  |        |        |
|  | do 29 oktober – Concepción   |                              | Mali                         | 0    |              |              |                              |                              |              |              |  |  |        |        |
|  |                              | Nigeria                      | 2                            |      |              |              |                              |                              |              |              |  |  |        |        |
|  | Rusland                      | Nigeria                      | 2                            | 1    |              |              |                              |                              |              |              |  |  |        |        |
|  | Rusland                      | ma 2 november – Coquimbo     |                              | 1    |              |              |                              |                              |              |              |  |  |        |        |
|  | Ecuador                      | 4                            |                              |      |              |              |                              |                              |              |              |  |  |        |        |
|  | Ecuador                      | 4                            | Ecuador                      | 0    |              |              |                              |                              |              |              |  |  |        |        |
|  | wo 28 oktober – Chillán      |                              | Ecuador                      | 0    |              |              |                              |                              |              |              |  |  |        |        |
|  |                              | Mexico                       | 2                            |      |              |              |                              |                              |              |              |  |  |        |        |
|  | Mexico                       | Mexico                       | 2                            | 4    |              |              |                              |                              |              |              |  |  |        |        |
|  | Mexico                       |                              | do 5 november – Concepción   | 4    |              |              |                              |                              |              |              |  |  |        |        |
|  | Chili                        | 1                            |                              |      |              |              |                              |                              |              |              |  |  |        |        |
|  | Chili                        | 1                            | Mexico                       | 2    |              |              |                              |                              |              |              |  |  |        |        |
|  | wo 28 oktober – Viña del Mar |                              | Mexico                       | 2    |              |              |                              |                              |              |              |  |  |        |        |
|  |                              | Nigeria                      | 4                            |      | 3e/4e plaats | 3e/4e plaats |                              |                              |              |              |  |  |        |        |
|  | Brazilië                     | Nigeria                      | 4                            | 1    | 3e/4e plaats | 3e/4e plaats |                              |                              |              |              |  |  |        |        |
|  | Brazilië                     | zo 1 november – Viña del Mar | zo 1 november – Viña del Mar | 1    |              |              | zo 8 november – Viña del Mar | zo 8 november – Viña del Mar |              |              |  |  |        |        |
|  | Nieuw-Zeeland                | zo 1 november – Viña del Mar | zo 1 november – Viña del Mar | 0    |              |              | zo 8 november – Viña del Mar | zo 8 november – Viña del Mar |              |              |  |  |        |        |
|  | Nieuw-Zeeland                | Brazilië                     | 0                            | 0    | België       | 3            |                              |                              |              |              |  |  |        |        |
|  | wo 28 oktober – Viña del Mar | Brazilië                     | 0                            |      | België       | 3            |                              |                              |              |              |  |  |        |        |
|  |                              | Nigeria                      | 3                            |      | Mexico       | 2            |                              |                              |              |              |  |  |        |        |
|  | Nigeria                      | Nigeria                      | 3                            | 6    | Mexico       | 2            |                              |                              |              |              |  |  |        |        |
|  | Nigeria                      |                              |                              | 6    |              |              |                              |                              |              |              |  |  |        |        |
|  | Australië                    | 0                            |                              |      |              |              |                              |                              |              |              |  |  |        |        |
|  | Australië                    | 0                            |                              |      |              |              |                              |                              |              |              |  |  |        |        |

### Achtste finales
|                       |                          |       |               |                                                                                              |
| 28 oktober 2015 17:00 | Brazilië                 | 1 – 0 | Nieuw-Zeeland | Estadio Sausalito, Viña del Mar Toeschouwers: 4.265 Scheidsrechter: Mohd Amirul Izwan Yaacob |
| 28 oktober 2015 17:00 | L. Henrique 90+6' (pen.) |       |               | Estadio Sausalito, Viña del Mar Toeschouwers: 4.265 Scheidsrechter: Mohd Amirul Izwan Yaacob |

|                       |                                                |       |              | |
| 28 oktober 2015 17:00 | Mexico                                         | 4 – 1 | Chili        | Estadio Municipal Nelson Oyarzún Arenas, Chillán Toeschouwers: 10.700 Scheidsrechter: Michael Oliver |
| 28 oktober 2015 17:00 | Zamudio 42' López 61' Aguirre 69' Cortés 90+3' |       | 40' B. Leiva | Estadio Municipal Nelson Oyarzún Arenas, Chillán Toeschouwers: 10.700 Scheidsrechter: Michael Oliver |

|                       |                                                                   |       |           |                                                                                   |
| 28 oktober 2015 20:00 | Nigeria                                                           | 6 – 0 | Australië | Estadio Sausalito, Viña del Mar Toeschouwers: 4.265 Scheidsrechter: Roberto Tobar |
| 28 oktober 2015 20:00 | Osimhen 22', 73', 79' Nwakali 25' (pen.) Essien 86' Chukwueze 88' |       |           | Estadio Sausalito, Viña del Mar Toeschouwers: 4.265 Scheidsrechter: Roberto Tobar |

|                       |            |                         |        |                                                                                   |
| 28 oktober 2015 20:00 | Zuid-Korea | 0 – 2                   | België | Estadio La Portada, La Serena Toeschouwers: 6.388 Scheidsrechter: Malang Diedhiou |
| 28 oktober 2015 20:00 |            | 11' Vancamp 67' Verreth |        | Estadio La Portada, La Serena Toeschouwers: 6.388 Scheidsrechter: Malang Diedhiou |

|                       |                       |       |           | |
| 29 oktober 2015 17:00 | Kroatië               | 2 – 0 | Duitsland | Estadio Municipal de Concepción, Concepción Toeschouwers: 10.705 Scheidsrechter: Martin Strömbergsson |
| 29 oktober 2015 17:00 | Moro 18' Lovren 90+1' |       |           | Estadio Municipal de Concepción, Concepción Toeschouwers: 10.705 Scheidsrechter: Martin Strömbergsson |

|                       |                           |       |             |                                                                                     |
| 29 oktober 2015 17:00 | Mali                      | 3 – 0 | Noord-Korea | Estadio Fiscal de Talca, Talca Toeschouwers: 5.123 Scheidsrechter: Héctor Rodríguez |
| 29 oktober 2015 17:00 | Haidara 8' Maïga 37', 48' |       |             | Estadio Fiscal de Talca, Talca Toeschouwers: 5.123 Scheidsrechter: Héctor Rodríguez |

|                       |            |       |                                         | |
| 29 oktober 2015 20:00 | Rusland    | 1 – 4 | Ecuador                                 | Estadio Municipal de Concepción, Concepción Toeschouwers: 10.705 Scheidsrechter: Abdulla Hassan Mohamed |
| 29 oktober 2015 20:00 | Sjalov 16' |       | 3', 65' Pereira 17' Corozo 78' Nazareno | Estadio Municipal de Concepción, Concepción Toeschouwers: 10.705 Scheidsrechter: Abdulla Hassan Mohamed |

|                       |                                        |            |                                       |                                                                                                   |
| 29 oktober 2015 20:00 | Frankrijk                              | 0 – 0 (nv) | Costa Rica                            | Estadio Regional de Chinquihue, Puerto Montt Toeschouwers: 8.691 Scheidsrechter: Wilson Lamouroux |
| 29 oktober 2015 20:00 |                                        |            |                                       | Estadio Regional de Chinquihue, Puerto Montt Toeschouwers: 8.691 Scheidsrechter: Wilson Lamouroux |
| 29 oktober 2015 20:00 | Strafschoppen                          |            |                                       | Estadio Regional de Chinquihue, Puerto Montt Toeschouwers: 8.691 Scheidsrechter: Wilson Lamouroux |
| 29 oktober 2015 20:00 | Edouard Cognat Reine Adelaide Boutobba | 3 - 5      | Córdoba Juárez Arboine Villegas Reyes | Estadio Regional de Chinquihue, Puerto Montt Toeschouwers: 8.691 Scheidsrechter: Wilson Lamouroux |

### Kwartfinales
|                       |          |                                     |         |                                                                               |
| 1 november 2015 16:00 | Brazilië | 0 – 3                               | Nigeria | Estadio Sausalito, Viña del Mar Toeschouwers: 5.880 Scheidsrechter: Matej Jug |
| 1 november 2015 16:00 |          | 29' Osimhen 30' Michael 34' Anumudu |         | Estadio Sausalito, Viña del Mar Toeschouwers: 5.880 Scheidsrechter: Matej Jug |

|                       |         |           |      | |
| 1 november 2015 19:00 | Kroatië | 0 – 1     | Mali | Estadio Municipal Nelson Oyarzún Arenas, Chillán Toeschouwers: 5.222 Scheidsrechter: Enrique Cáceres |
| 1 november 2015 19:00 |         | 20' Koita |      | Estadio Municipal Nelson Oyarzún Arenas, Chillán Toeschouwers: 5.222 Scheidsrechter: Enrique Cáceres |

|                       |         |                                |        | |
| 2 november 2015 17:00 | Ecuador | 0 – 2                          | Mexico | Estadio Municipal Francisco Sánchez Rumoroso, Coquimbo Toeschouwers: 3.127 Scheidsrechter: Ruddy Buquet |
| 2 november 2015 17:00 |         | 41' Zamudio 55' (pen.) Salazar |        | Estadio Municipal Francisco Sánchez Rumoroso, Coquimbo Toeschouwers: 3.127 Scheidsrechter: Ruddy Buquet |

|                       |          |       |            |                                                                                               |
| 2 november 2015 20:00 | België   | 1 – 0 | Costa Rica | Estadio Municipal de Concepción, Concepción Toeschouwers: 8.874 Scheidsrechter: Janny Sikazwe |
| 2 november 2015 20:00 | Rigo 27' |       |            | Estadio Municipal de Concepción, Concepción Toeschouwers: 8.874 Scheidsrechter: Janny Sikazwe |

### Halve finales
|                       |                                   |       |          |                                                                                 |
| 5 november 2015 17:00 | Mali                              | 3 – 1 | België   | Estadio La Portada, La Serena Toeschouwers: 6.395 Scheidsrechter: Roberto Tobar |
| 5 november 2015 17:00 | B. Traoré 22' Maïga 56' Koita 85' |       | 15' Rigo | Estadio La Portada, La Serena Toeschouwers: 6.395 Scheidsrechter: Roberto Tobar |

|                       |                      |       |                                                       | |
| 5 november 2015 20:00 | Mexico               | 2 – 4 | Nigeria                                               | Estadio Municipal de Concepción, Concepción Toeschouwers: 21.618 Scheidsrechter: Abdulla Hassan Mohamed |
| 5 november 2015 20:00 | Magaña 8' Cortés 60' |       | 35' Nwakali 43' Okwonkwo 67' Ebere 83' (pen.) Osimhen | Estadio Municipal de Concepción, Concepción Toeschouwers: 21.618 Scheidsrechter: Abdulla Hassan Mohamed |

### Derde plaats
|                       |                                        |       |                              |                                                                                            |
| 8 november 2015 16:00 | België                                 | 3 – 2 | Mexico                       | Estadio Sausalito, Viña del Mar Toeschouwers: 15.235 Scheidsrechter: Abdulrahman Al-Jassim |
| 8 november 2015 16:00 | Van Vaerenbergh 54' Vanzeir 73', 90+3' |       | 58' (pen.) Marín 88' Venegas | Estadio Sausalito, Viña del Mar Toeschouwers: 15.235 Scheidsrechter: Abdulrahman Al-Jassim |

### Finale
|                       |      |                          |         |                                                                                     |
| 8 november 2015 19:00 | Mali | 0 – 2                    | Nigeria | Estadio Sausalito, Viña del Mar Toeschouwers: 15.235 Scheidsrechter: Michael Oliver |
| 8 november 2015 19:00 |      | 56' Osimhen 59' Bamgboye |         | Estadio Sausalito, Viña del Mar Toeschouwers: 15.235 Scheidsrechter: Michael Oliver |

China 1985 · Canada 1987 · Schotland 1989 · Italië 1991 · Japan 1993 · Ecuador 1995 · Egypte 1997 · Nieuw-Zeeland 1999 · Trinidad en Tobago 2001 · Finland 2003 · Peru 2005 · Zuid-Korea 2007 · 
Nigeria 2009 · Mexico 2011 · Verenigde Arabische Emiraten 2013 · Chili 2015 · India 2017 · Brazilië 2019 · Peru 2021 · Indonesië 2023
Jeugd-WK's mannen: Onder 20

Jeugd-WK's vrouwen: Onder 17 · Onder 20